# Intel Deep Power-Down
La Intel Deep Power-Down è una tecnologia sviluppata da Intel per diminuire il più possibile il consumo dei processori mobile quando il sistema risulta inattivo.
Verrà implementata per la prima volta nei processori Core 2 Duo (basati sull'architettura Intel Core Microarchitecture) di seconda generazione destinati all'impiego in ambito mobile, conosciuti come Penryn e prodotti a 45 nm, che da giugno 2008 saranno alla base della quinta generazione della piattaforma Centrino che prenderà il nome commerciale di Centrino 2 (e Centrino 2 vPro per i notebook destinati al settore professionale) e conosciuta con il nome in codice di Montevina.

## Principi di funzionamento
L'evoluzione delle CPU mobile mira a diminuire sempre di più l'energia dissipata affinando continuamente le tecniche di risparmio energetico in tutte quelle situazioni di utilizzo nel quale al processore non viene richiesta tutta la potenza elaborativa. Questa nuova tecnologia, affiancandosi alla ormai collaudata SpeedStep che consente di variare dinamicamente il clock della CPU agendo sul moltiplicatore, dovrebbe portare il processore nella più ridotta condizione di consumo qualora il carico di lavoro richiesto fosse prossimo allo zero.
Nel predecessore di Penryn, ovvero il capostipite dei processori Core 2 Duo destinati al settore mobile, Merom (costruito a 65 nm), le tecniche di risparmio energetico prevedevano la disattivazione del clock dei core, la riduzione del voltaggio e lo spegnimento del "Phase Locked Loop", legato alla gestione del bus e all'interazione fra le componenti in genere, mentre la cache veniva parzialmente liberata ma comunque alimentata.
Per poter diminuire ulteriormente il consumo, in Penryn è stato inserito un nuovo stadio di risparmio energetico, chiamato "Deep Power-Down State" (o "C6"); dal punto di vista del voltaggio dei core, esso viene semplicemente portato a livelli ancora più bassi, mente per la gestione della cache è stato necessario rivedere completamente l'approccio al risparmio energetico. Se prima infatti essa veniva parzialmente svuotata ma comunque alimentata, grazie al nuovo stato essa può venire completamente spenta, quasi annullando di conseguenza il consumo del processore.
Questo nuovo stato a bassissimo consumo può venire impiegato dal processore in quelle situazioni in cui le richieste alla CPU sono minime come per esempio durante lo stato di "sospensione" di un computer portatile.